# Tomáš Magnusek
Tomáš Magnusek (* 7. července 1984 Náchod) je český herec, autor, režisér, filmový podnikatel, od roku 2014 zastupitel a od roku 2018 také radní města Náchod, původním povoláním učitel. Od června 2024 je předsedou hnutí TMS.

## Soukromý život
Tomáš Magnusek se narodil 7. července 1984 v Náchodě. Ve svém rodném městě vystudoval evangelickou akademii, později vystudoval obor speciální pedagogika. Následně začal pracovat jako pedagog.
V roce 2002 založil organizaci Společné cesty – z. s., zajišťující sociální služby osobní asistence. Od roku 2011 působí jako předseda Obce spisovatelů. 
V roce 2017 se oženil se svou dlouholetou partnerkou, se kterou má dvě děti.
V září roku 2021 se opět vrátil do povolání pedagoga. Nyní vyučuje český jazyk na Pražském humanitním gymnáziu.

## Filmová kariéra
V roce 2009 napsal scénář k filmu Pamětnice, který odstartoval jeho kariéru ve filmové branži. Následovaly scénáře k filmům Školní výlet, nebo trilogie Bastardi. Předlohou mu byla léta strávená v pedagogické profesi.
V roce 2012 se začal věnovat režírování, poprvé ve snímku Bastardi 3. V roce 2014 natočil pro televizi Barrandov seriál Stopy života, který byl v roce 2015 nominován na Českého lva v kategorii Nejlepší dramatický televizní seriál. Roku 2018 vytvořil snímek Kluci z hor.
K roku 2019 připravil československý film Voda, čo ma drží nad vodou, nebo seriál Čechovi, kterému byl mj. předlohou americký seriál Dallas. V roce 2022 natočil snímek Stáří není pro sraby. V roce 2023 natočil pokračování trilogie filmu Bastardi 4 s dovětkem Reparát.

## Politická angažovanost
V komunálních volbách v roce 2010 neúspěšně kandidoval jako nestraník za SNK ED do Zastupitelstva města Náchod ze 7. místa kandidátky subjektu „Volba pro Náchod – koal. Věcí veřejných, SNK ED a nezávislých kandidátů“ (tj. VV a SNK ED). V komunálních volbách v roce 2014 kandidoval do zastupitelstva Náchoda z 6. místa kandidátky České strany sociálně demokratické. Vlivem preferenčních hlasů však skončil čtvrtý, a získal tak mandát zastupitele města. V komunálních volbách v roce 2018 kandidoval do Zastupitelstva města Náchod z 8. místa kandidátky ČSSD. Vlivem preferenčních hlasů však skončil pátý, a obhájil tak mandát zastupitele. Po volbách byl rovněž zvolen radním. V komunálních volbách v roce 2022 kandidoval jako nezávislý do zastupitelstva Náchoda z 8. místa kandidátky subjektu „JAN BIRKE PRO NÁCHOD“ (tj. ČSSD a nezávislí kandidáti). Vlivem preferenčních hlasů však skončil čtvrtý, a obhájil tak mandát zastupitele města. Po volbách také obhájil funkci radního.
V červnu 2024 se stal předsedou hnutí TMS (Tomáš Magnusek do Senátu), za které ve volbách do Senátu PČR v roce 2024 kandidoval v obvodu č. 47 – Náchod. Jeho kandidaturu podporoval předseda hnutí PŘÍSAHA Robert Šlachta. Se ziskem 20,45 % hlasů se umístil na třetím místě, a do druhého kola tak nepostoupil.

## Literární díla
- Ještě jsme tady… (2004)
- Stateční Češi (2007)
- Pamětnice (2010)
- Slasti a strasti Tomáše Magnuska: ...aneb Jak jsem zhubl 75 kilo (2020)

## Filmy a TV seriály
- Pamětnice (2009)
- Bastardi (2010)
- Bastardi 2 (2011)
- Bastardi 3 (2012)
- Školní výlet (2012)
- Jedlíci aneb Sto kilo lásky (2013)
- Obchodníci (2013)
- Modelky s.r.o. (2014)
- Tajemství pouze služební (2016)
- Kluci z hor (2018)
- Voda, čo ma drží nad vodou (2019)
- Čechovi (2019)
- Shoky & Morthy: Poslední velká akce (2021)
- Stáří není pro sraby (2022)
- Tři Tygři ve filmu: JACKPOT (2022)
- Bastardi 4: Reparát (2023)
- Společně sami (2024)
- Kde končí láska (2025)